# Oksazol
Oksazol je osnova velike klase heterocikličnih aromatičnih organskih jedinjenja. Oni su azoli kod kojih su kiseonik i azot odvojeni jednim ugljenikom. Oksazoli su u manjoj meri aromatični od tiazola. Oksazol je slaba baza. Njegova konjugovana kiselina ima  od 0.8, u poređenju sa 7 za imidazol.

## Priprema
Klasični sintetički metodi oksazola su
- Robinson-Gabrielova sinteza dehidracijom 2-acilaminoketona[8][9][10]

- Fišerova sinteza oksazola iz cijanohidrina i aldehida[11][12]

- Brederekova reakcija sa α-haloketonima i formamidom

Drugi metodi su isto tako poznati. 
- Oksazoli se mogu dobiti cikloizomerizacijom pojedinih propargil amida. U jednoj studiji[13] oksazoli su pripremljeni putem kondenzacije propargil amina i benzoil hlorida do amida, čemu je sledilo Sonogašira spajanje kraja alkina sa ekvivalentom benzoilhlorida, i završna cikloizomerizacija katalisana p-toluensulfonskom kiselinom:

- U jednoj objavljenoj sintezi oksazola reaktanti su nitro-supstituisani benzoil hlorid i izonitril:[14]

## Biosinteza
U biomolekulima, oksazoli su proizvod ciklizacije i oksidacije serina ili treonina neribozomskih peptida:
Oksazoli su manje zastupljeni u biomolekulima od srodnih tiazola.